# لیراینوسوز
لیراینوسوز (نام علمی: Lirainosaurus astibae) نام یک گونه از راسته خزنده‌کفلان است.